# Melchor Ocampo, delstaten Mexiko
Melchor Ocampo är en stad i Mexiko och huvudorten i kommunen Melchor Ocampo i delstaten Mexiko. Melchor Ocampo ligger i den centrala delen av landet och tillhör Mexico Citys storstadsområde. Staden är döpt efter den mexikanska politikern Melchor Ocampo och hade 38 599 invånare vid folkmätningen 2010. 2020 hade antalet invånare ökat till 44 731.
Några stadsdelar är i staden är Visitación, Educación, El Mirador, Jardines de Santa Cruz, Torresco, Tlápala och Barrio de Guadalupe.

## Galleri

Institutet Tlaxomulco
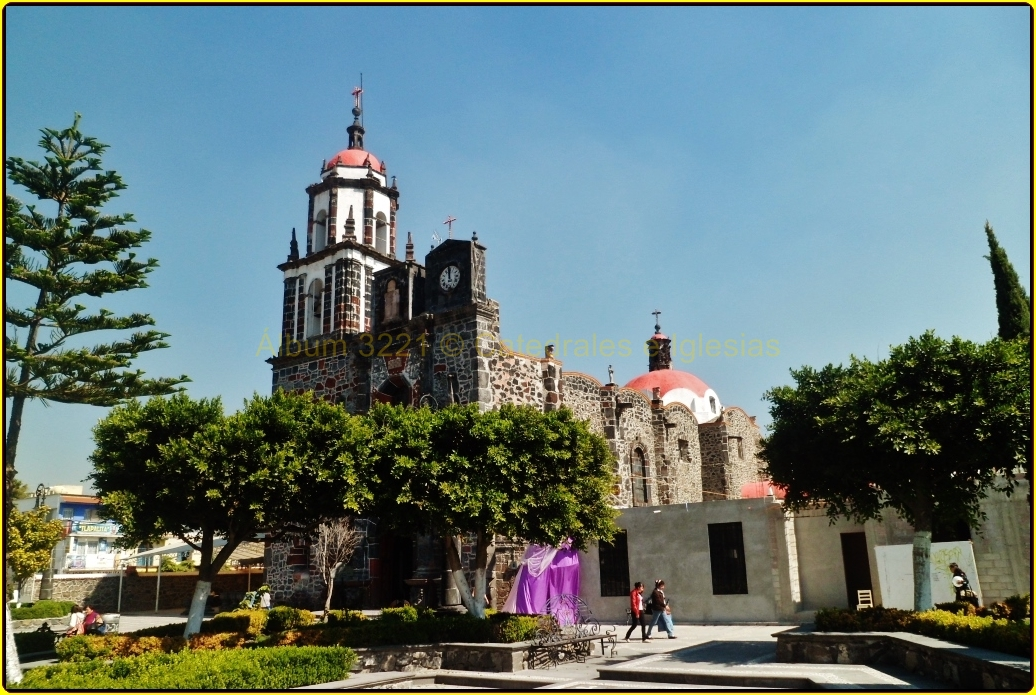
Kyrkan Santa María de la Visitación med omgivning.
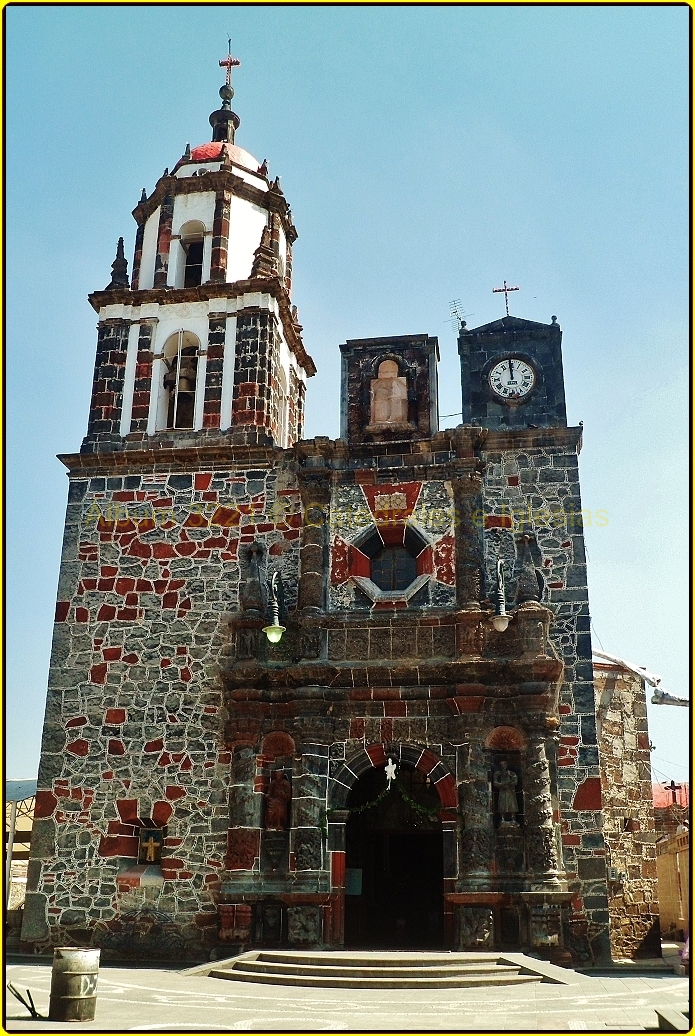
Kyrkan Santa María de la Visitación, entre.
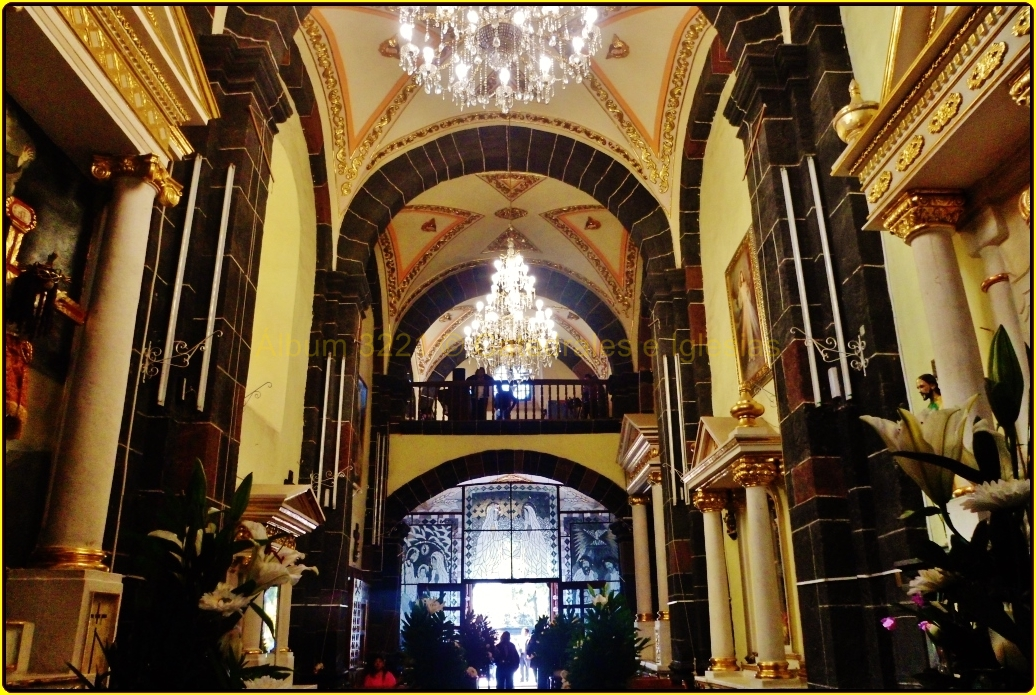
Kyrkan Santa María de la Visitación, interiör.